# 美樂花園

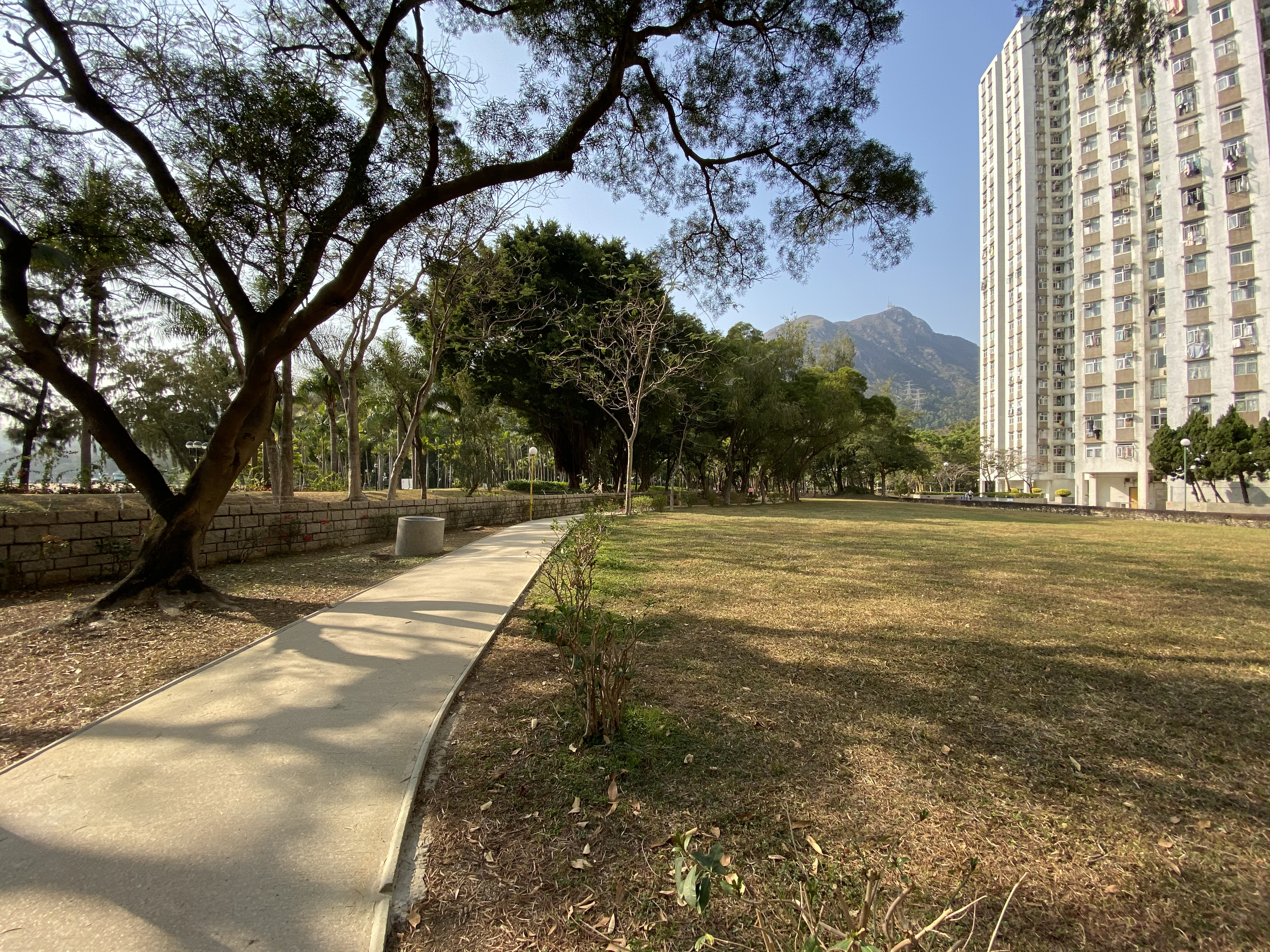
屋苑設有一個大草坪，不過居民不能進入享用

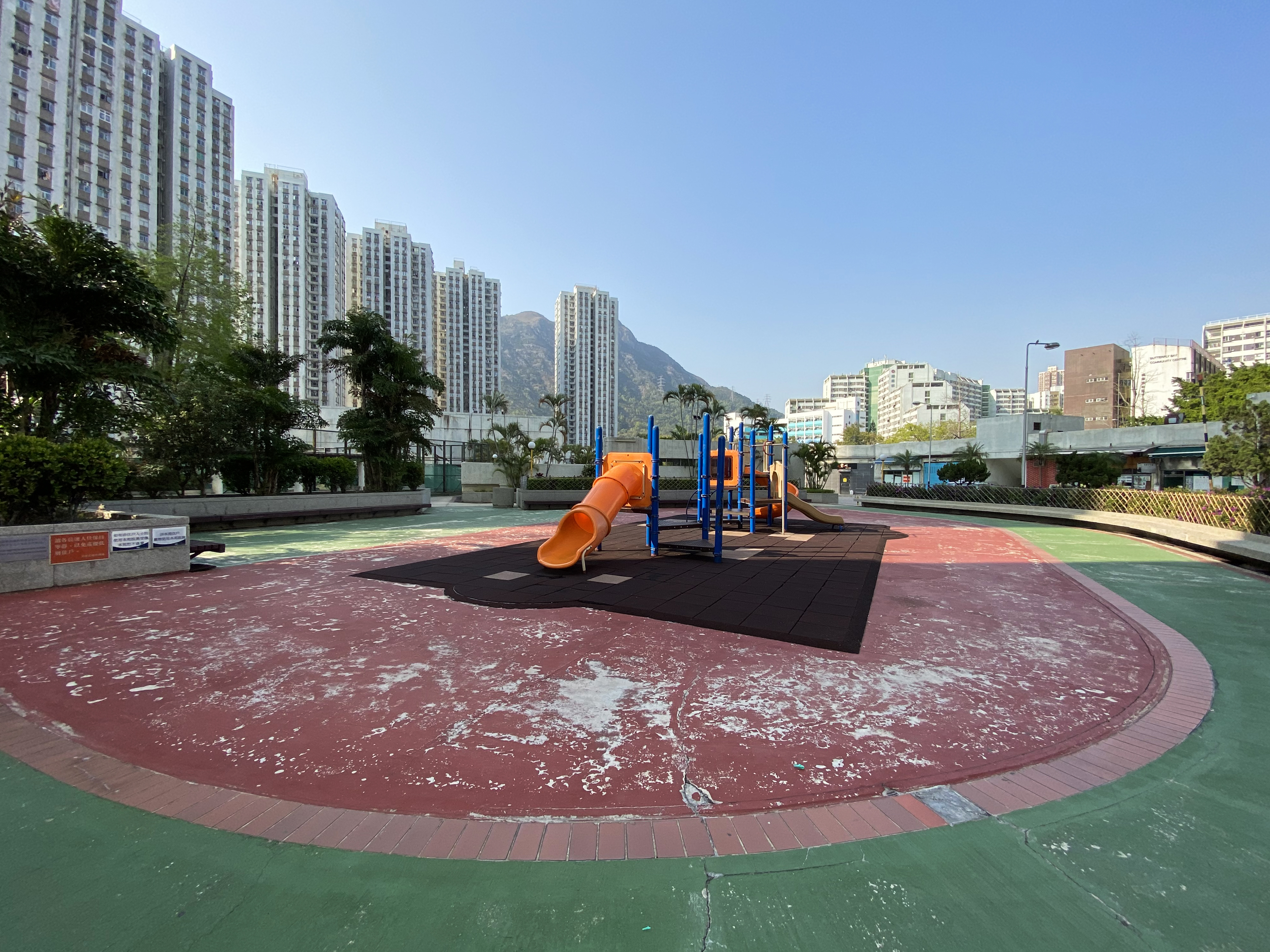
兒童遊樂場

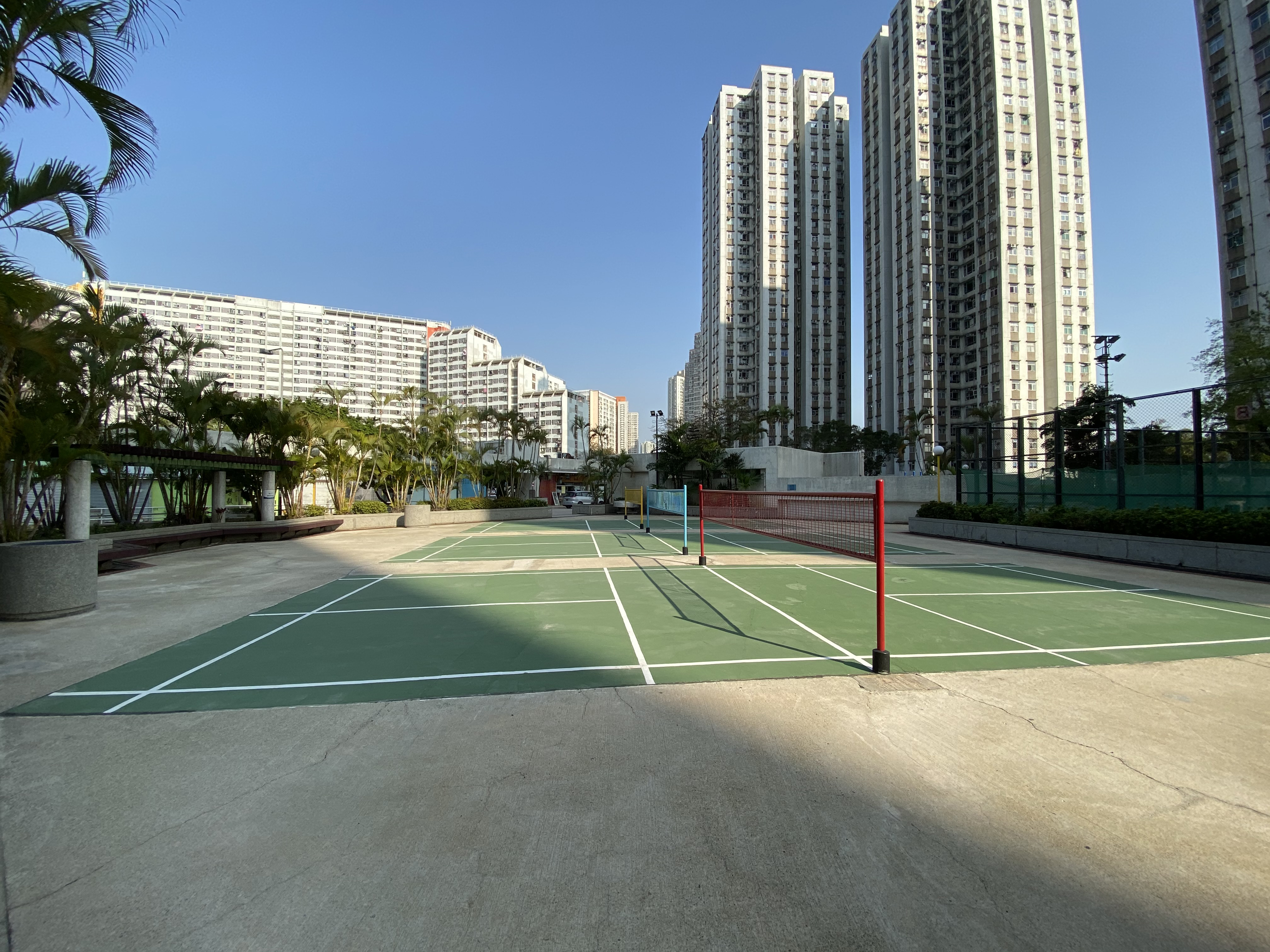
羽毛球場

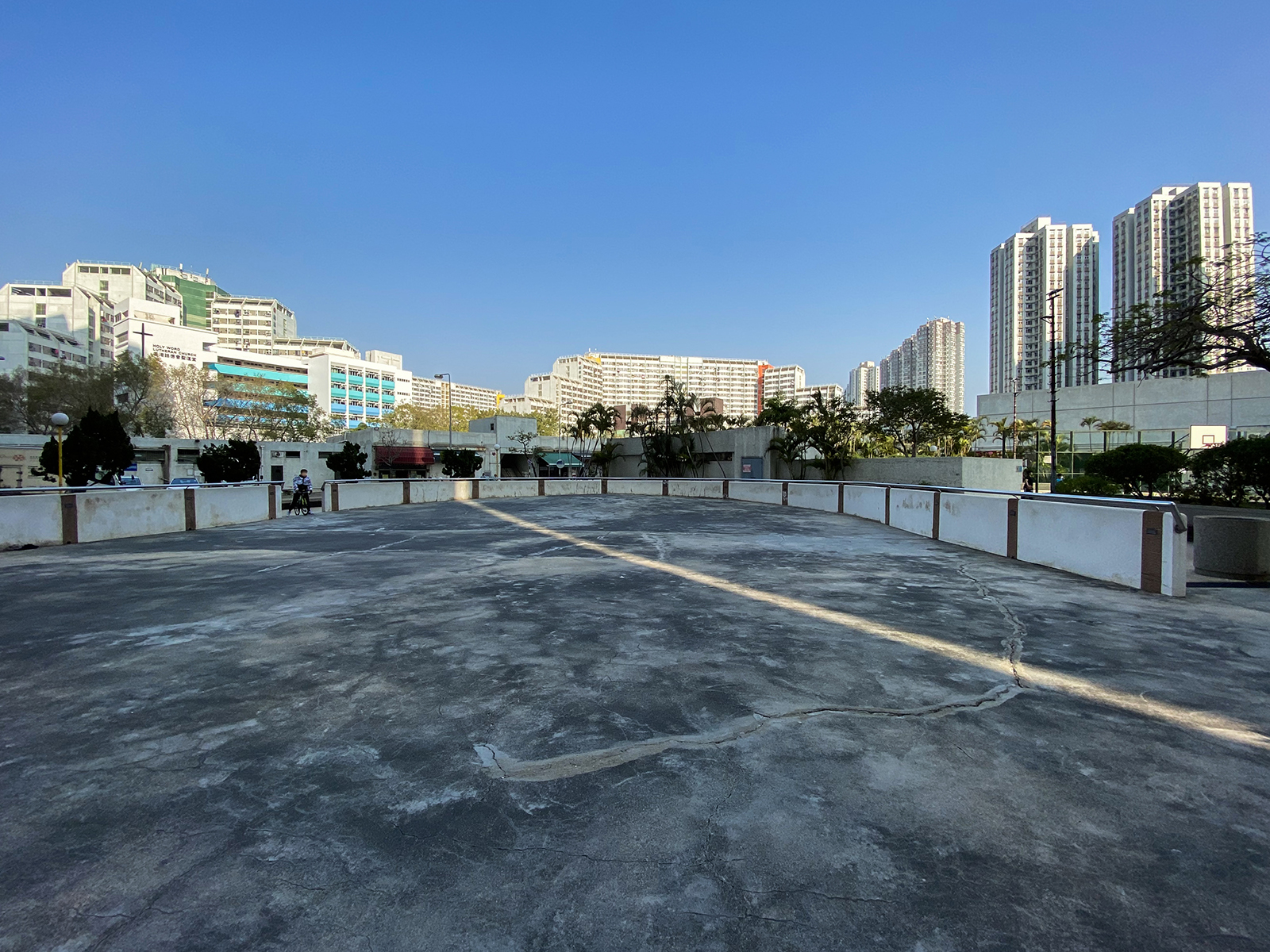
滾軸溜冰場

美樂花園（英語：Melody Garden）是香港唯一「中等入息家庭房屋計劃」屋苑（此資助房屋計劃並不屬於居者有其屋計劃）位於香港新界屯門南部的蝴蝶灣，毗連蝴蝶灣公園和蝴蝶灣泳灘。屋苑共有10幢樓宇，由新世界發展屬下的金后有限公司（Gold Queen Limited）負責發展及作出工程策劃，及由香港房屋委員會負責監管整個發展過程及透過居者有其屋中心發售給合資格的申請人。美樂花園的興建計劃於1980年定立，屋苑由黃柏林建築工程師設計，並於1983年6月6日入伙，是屯門碼頭區首個非公屋及非居屋的資助房屋計劃屋苑。
屋苑住宅樓宇備有3款單位設計款式，分別為2房2廳（丙類-第1、7-10座）、3房2廳（乙類-第2、3、5及6座）及3房2廳附設主人套房單位設計（甲類-第4座），在原圖則上單位為梗房設計。

## 概要
「中等入息家庭房屋計劃」目的是幫助家庭月入港幣13,000元或以下的家庭上車，不過在當年發售時樓市逆轉轉好，市民對屋苑反應不熱烈，據報道，當年社會有大量空置私樓單位，地產商需要割價求售。美樂花園部份未能售出的單位，後來改為售予原來不合資格的申請人及把再有剩餘的單位售予財政司法團，並以政府警察宿舍形式出租予合資格的警務人員，由於地理位置鄰近大欖水警基地，故有關單位住戶，主要均為來自水警總區的警務人員。
由於缺乏置業者的支持，導致整個計劃被擱置，而計劃原來還有2個屋苑——位於港島東區的康翠臺和樂翠臺則改為「私人機構參建居屋計劃」出售。

## 屋苑資料

### 樓宇
| 樓宇名稱（座號） | 樓宇類型                                    | 單位類型 | 落成年份 | 樓宇層數 （住宅層數） | 每層伙數 | 每座單位數目（伙） | 承建商   | 提供升降機的廠商 |
| ---------------- | ------------------------------------------- | -------- | -------- | --------------------- | -------- | ------------------ | -------- | ---------------- |
| 第1座            | 中等入息家庭房屋計劃／政府宿舍 （十字井型） | 丙類     | 1983年   | 28                    | 8        | 224                | 協興建築 | 日立             |
| 第2座            | 中等入息家庭房屋計劃／政府宿舍 （十字井型） | 乙類     | 1983年   | 28                    | 8        | 224                | 協興建築 | 日立             |
| 第3座            | 中等入息家庭房屋計劃／政府宿舍 （十字井型） | 乙類     | 1983年   | 28                    | 8        | 224                | 協興建築 | 日立             |
| 第4座            | 中等入息家庭房屋計劃／政府宿舍 （十字井型） | 甲類     | 1983年   | 28                    | 8        | 224                | 協興建築 | 日立             |
| 第5座            | 中等入息家庭房屋計劃／政府宿舍 （十字井型） | 乙類     | 1983年   | 28                    | 8        | 224                | 協興建築 | 日立             |
| 第6座            | 中等入息家庭房屋計劃／政府宿舍 （十字井型） | 乙類     | 1983年   | 28                    | 8        | 224                | 協興建築 | 日立             |
| 第7座            | 中等入息家庭房屋計劃／政府宿舍 （十字井型） | 丙類     | 1983年   | 28                    | 8        | 224                | 協興建築 | 日立             |
| 第8座            | 中等入息家庭房屋計劃／政府宿舍 （十字井型） | 丙類     | 1983年   | 28                    | 8        | 224                | 協興建築 | 日立             |
| 第9座            | 中等入息家庭房屋計劃／政府宿舍 （十字井型） | 丙類     | 1983年   | 28                    | 8        | 224                | 協興建築 | 日立             |
| 第10座           | 中等入息家庭房屋計劃／政府宿舍 （十字井型） | 丙類     | 1983年   | 28                    | 8        | 224                | 協興建築 | 日立             |

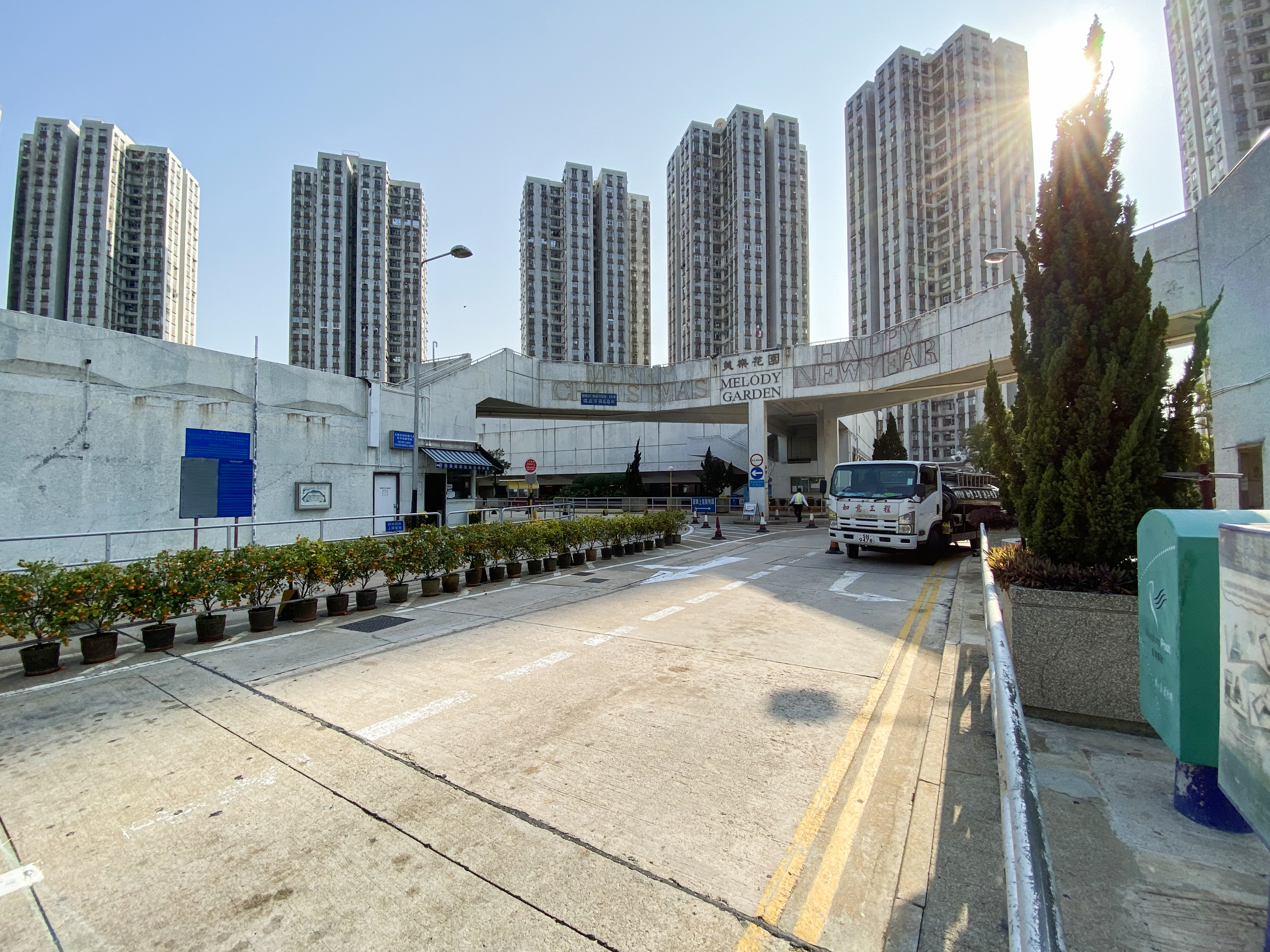
屋苑入口
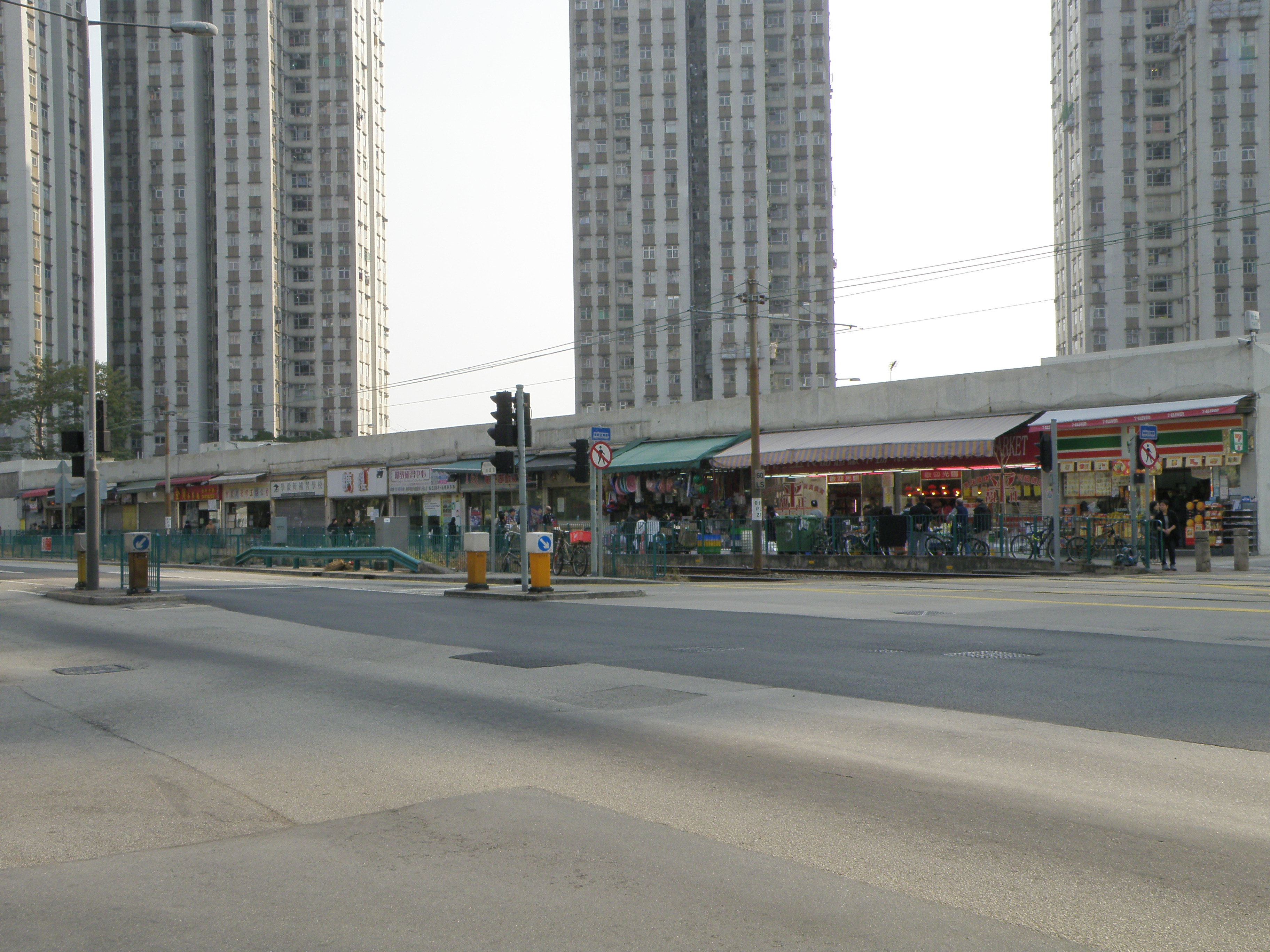
美樂花園商舖（2015年2月）
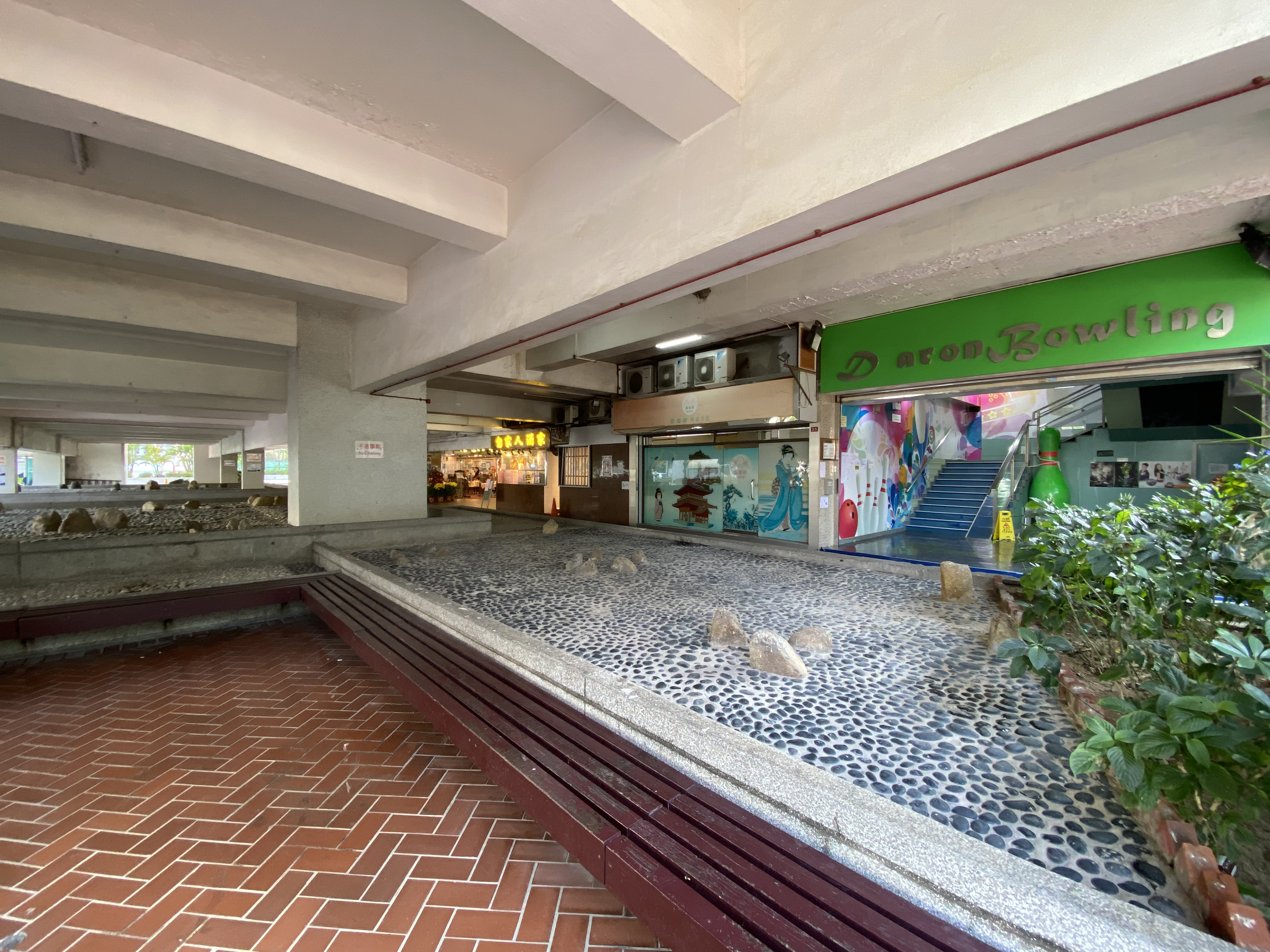
美樂花園商場
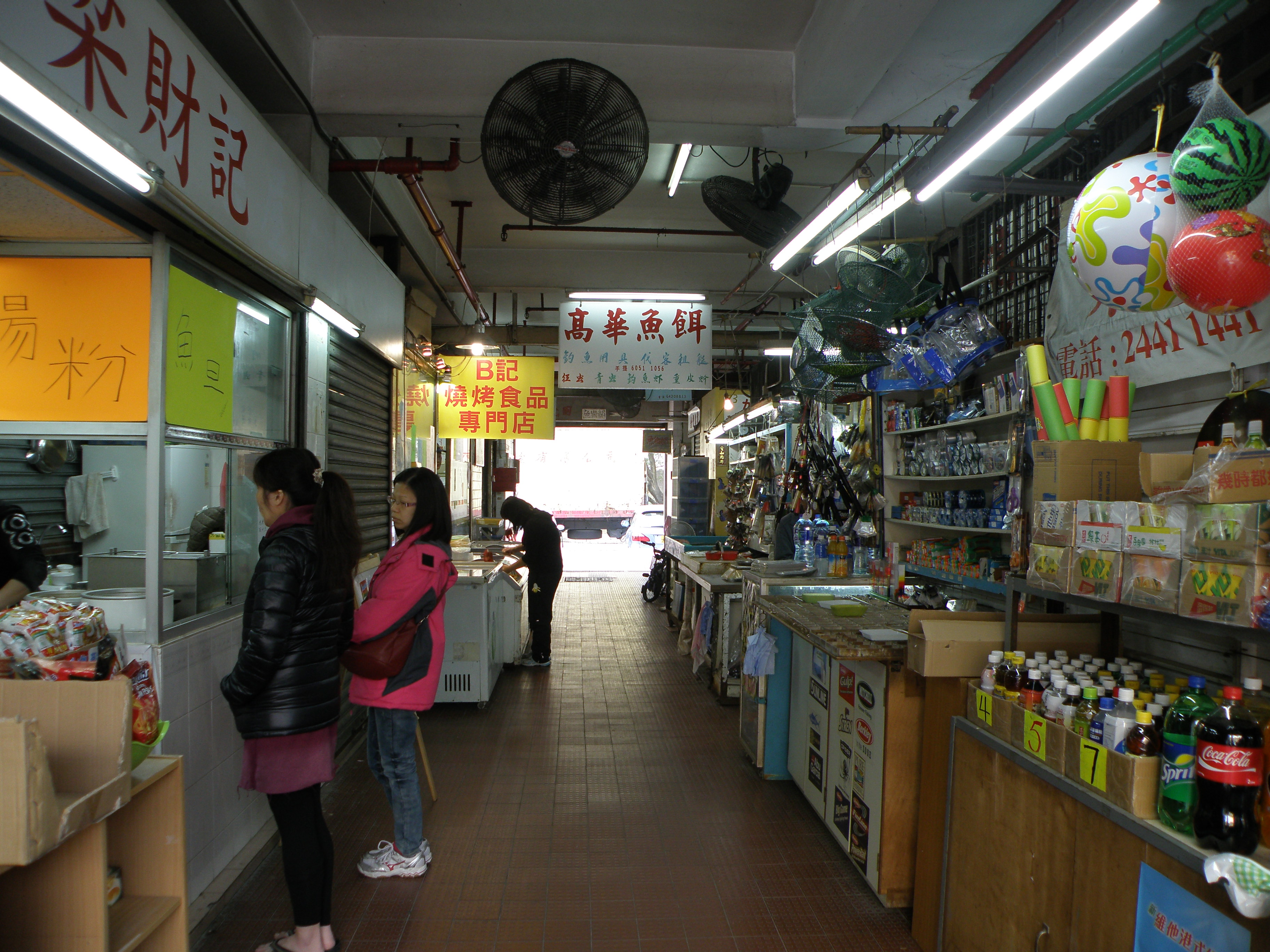
美樂花園街市（2015年2月）
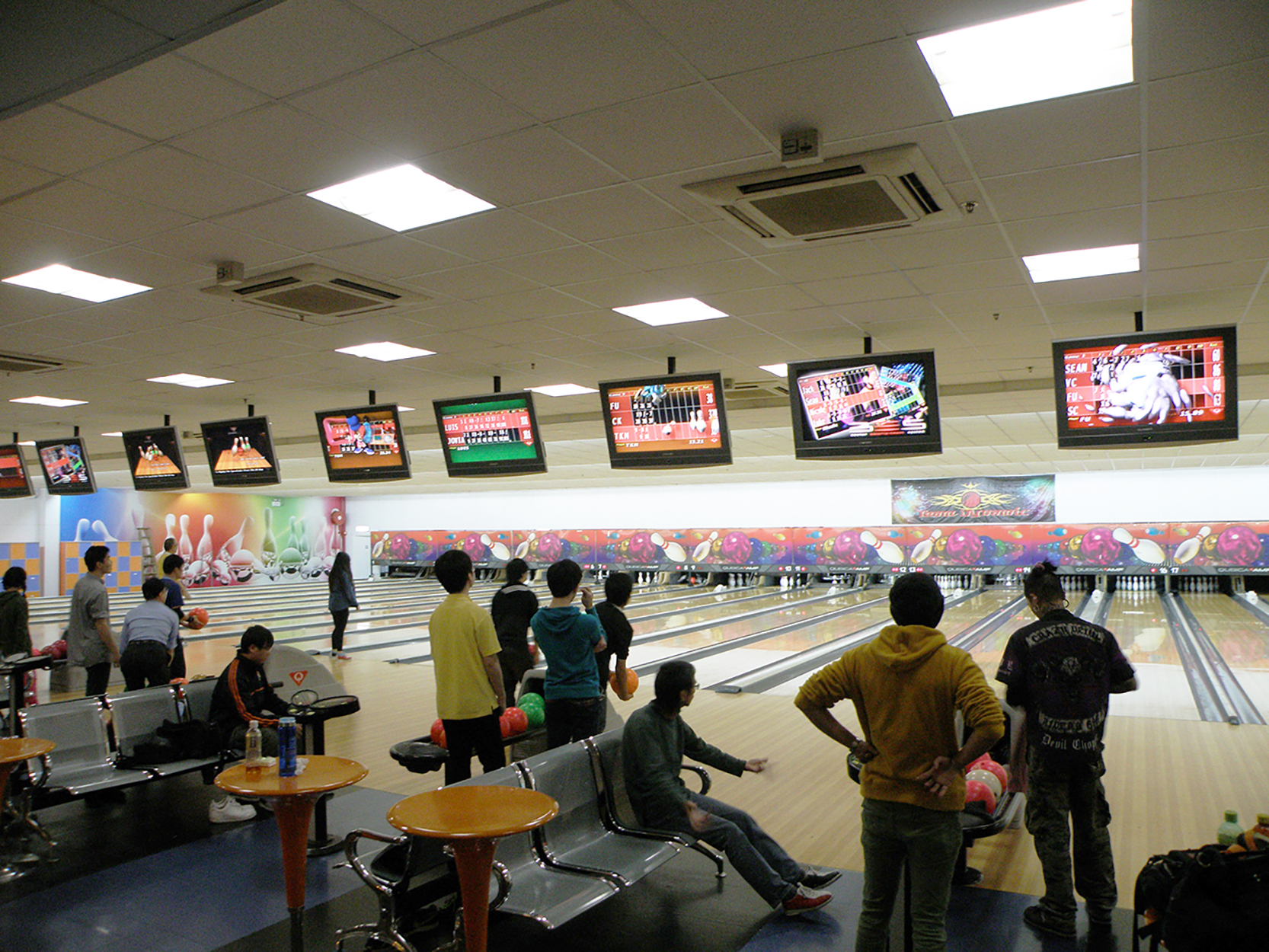
美樂花園保齡球場
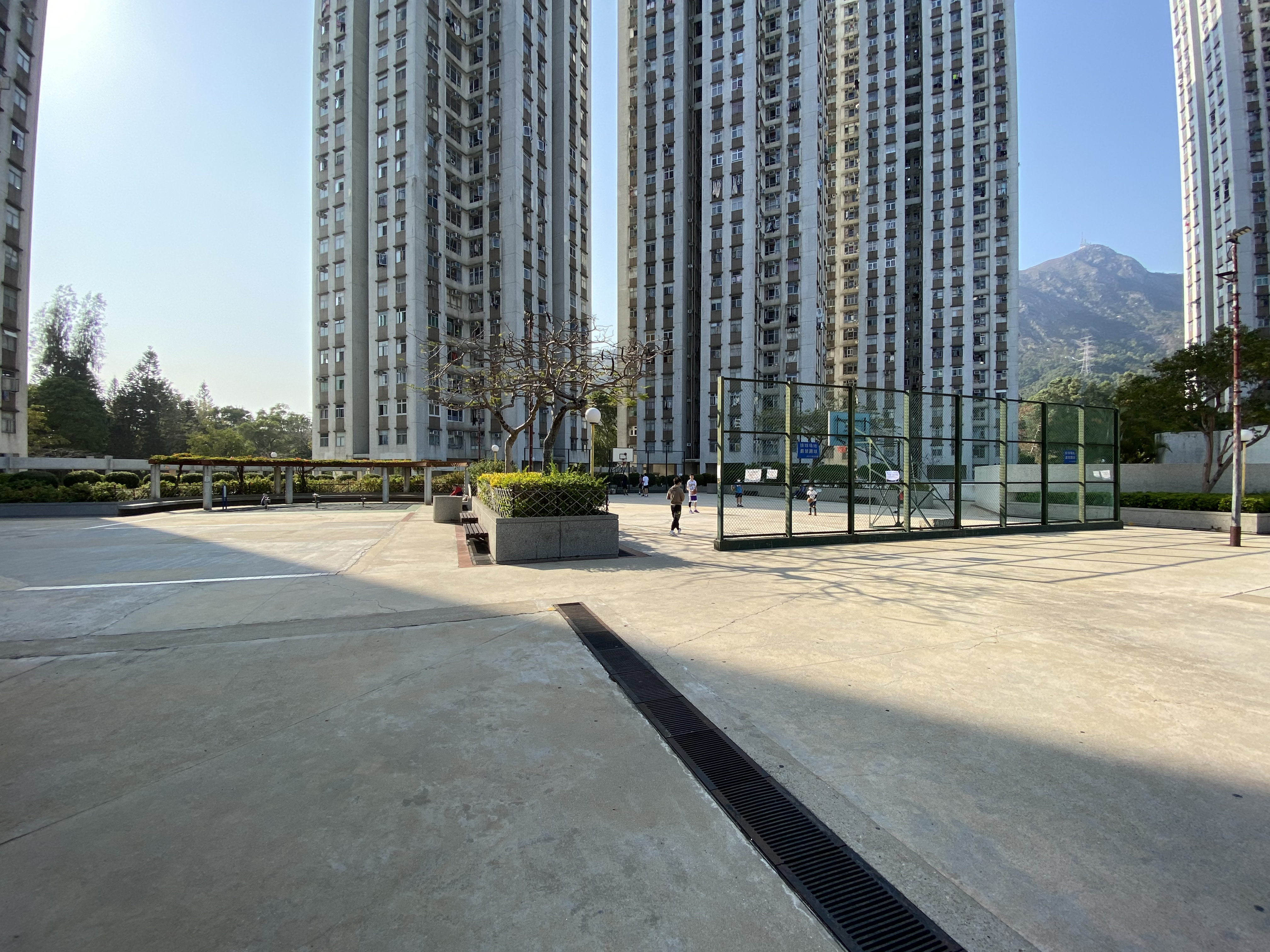
籃球場
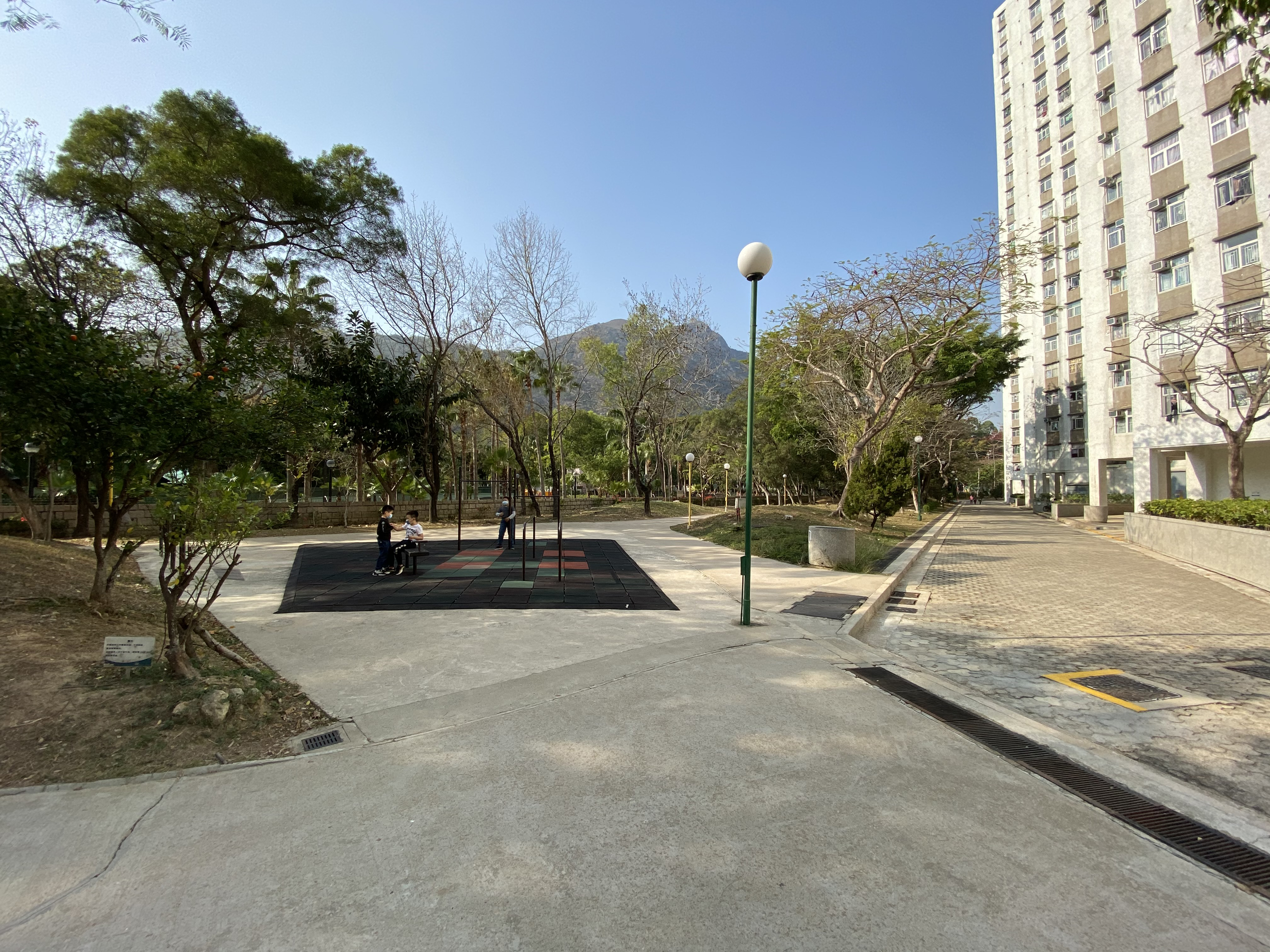
健身區

## 教育及其它設施

### 幼稚園及幼兒園
- 美樂中英文幼稚園  （1984年創辦）（位於美樂花園地下）
- 美樂幼兒園（美樂花園校） （位於美樂花園地下181號舖）

### 區議員辦事處
已結束
- 盧俊宇議員辦事處：美樂花園商場地下39 號舖[9][10]
- 何君堯議員辦事處：美樂花園39號舖地下[11]

## 事件
1985年8月7日，美樂花園第10座18樓E座發生倫常命案，一名警長之31歲妻自縛與6歳長女及4歲次女墮樓身亡。

## 相關章節與附近屋苑
- 屯門區
- 蝴蝶灣
- 白角 (屯門)
- 屯門碼頭
- 蝴蝶邨
- 啟豐園
- 海翠花園
- 兆禧苑
- 屯門至赤鱲角連接路
- 屯門南延綫